# Los héroes del sitio de Zaragoza
Los héroes del sitio de Zaragoza és una pel·lícula de curtmetratge espanyola muda en blanc i negre del 1903 dirigida per Segundo de Chomón.
La pel·lícula posa en escena tres dels herois nacionals del Primer setge de Saragossa de 1808 durant la Guerra del francès.

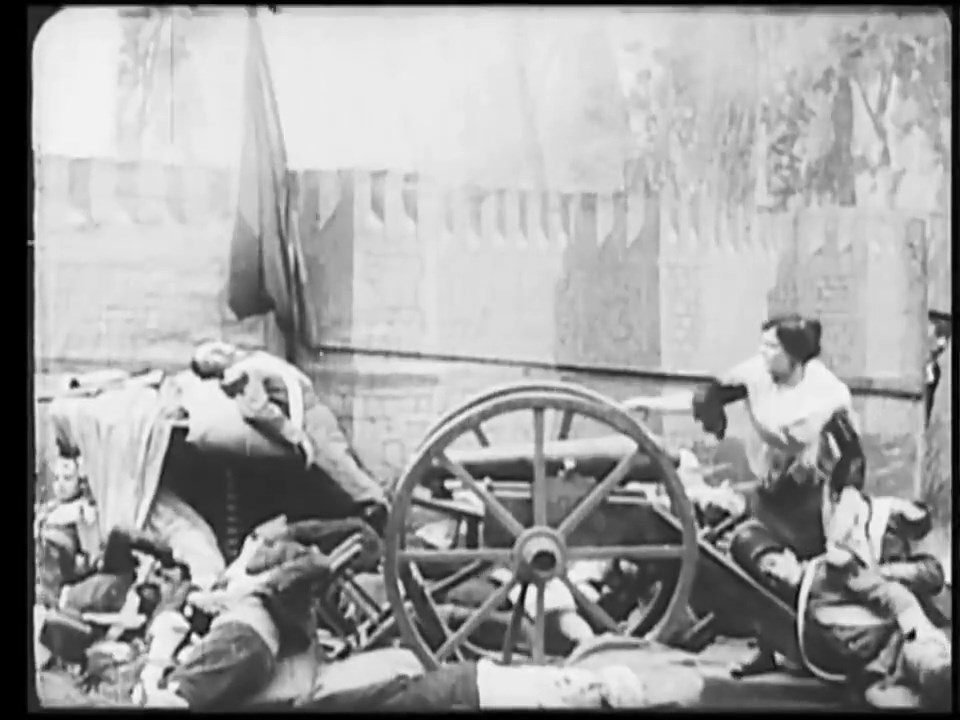
Fotograma de la pel·lícula

## Trama
La pel·lícula està composta per tres escenes introduïdes per intertítols:
Escena 1: Condesa de Bureta
Una sala d'estar. Un home i una dona carregant armes. Un grup d'homes amb armes entra i dispara des de les finestres. Alguns d'ells són colpejats per trets des de fora.
Escena 2: El tío Jorge
Un pati amb una porta d'arc. Un grup d'homes armats darrere d'una barricada improvisada discuteixen. Algunes dones els porten menjar. Els soldats entren corrents per darrere de la càmera i comencen a disparar a altres soldats que vénen de l'altre costat de la porta. Els soldats invasors arriben a la barricada però són empès enrere i els derroten els defensors animats per un home dempeus a la barricada.
Escena 3: Agustina de Aragón
Un canó servit per dos homes, davant les muralles de la ciutat.
Alguns homes són assassinats a trets. Una dona entra i veient els homes morts dispara amb el canó, creant un enorme núvol de fum. Quan el fum s'esvaeix, apareix un grup d'homes celebrant la victòria mentre la dona oneja una bandera a la part superior de les muralles de la ciutat.

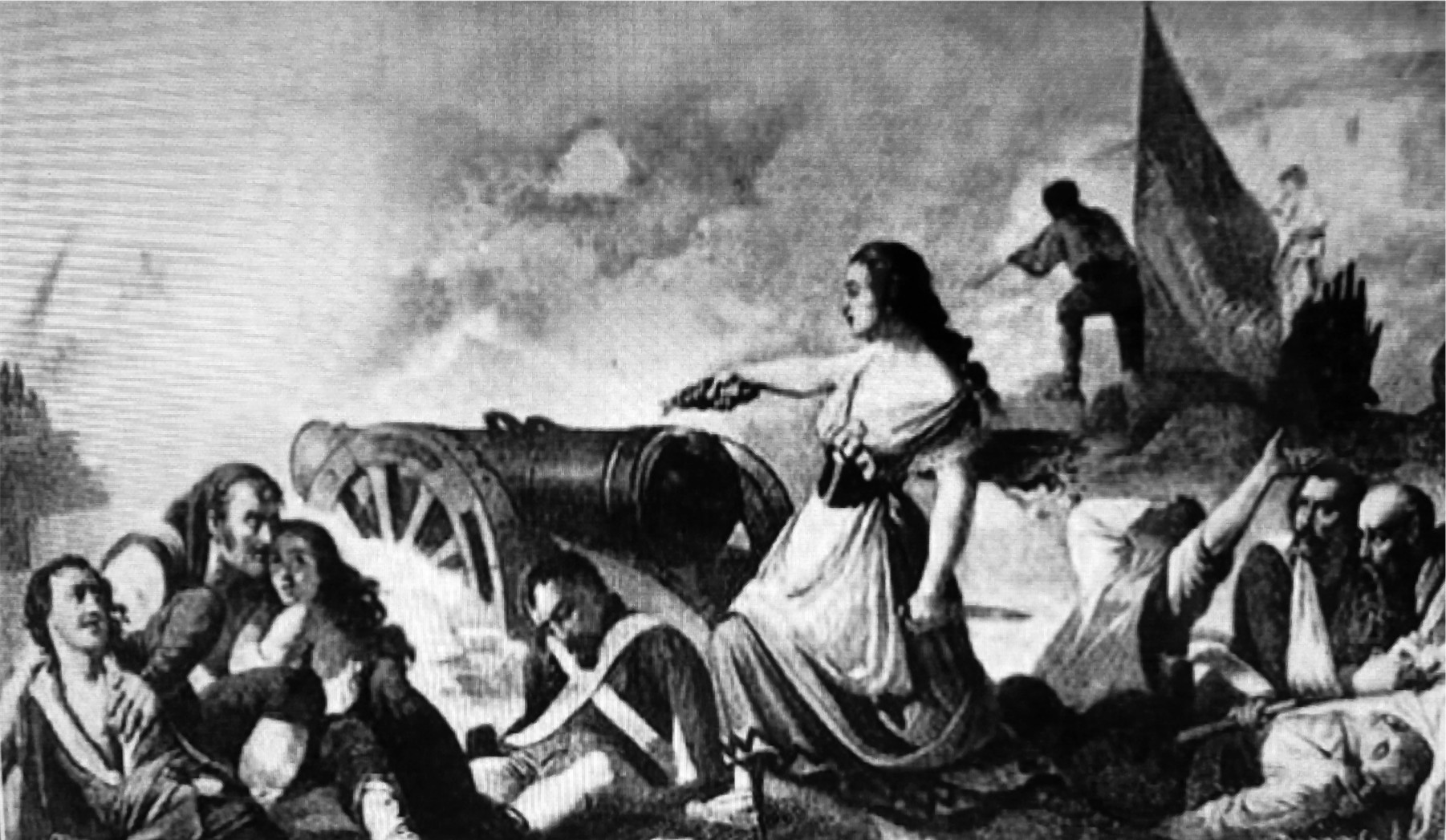
Pintura de Miguel Navarro Cañizares

## Producció
Hi ha opinions divergents sobre quan es va rodar aquesta pel·lícula, han estat esmentades les dates de 1901, 1903 o 1905 Réjane Hamus-Vallée argumenta que no hi ha proves que recolzin el fet que Chomón hagués dirigit cap pel·lícula abans de 1903. Considera que aquesta pel·lícula és la pel·lícula més antiga que es conserva dirigida per Segundo de Chomón i que probablement va ser la primera produïda pels productors. Macaya & Marro.
D'altra banda, l'estil de la pel·lícula, amb escenes d'un sol pla i càmera frontal estàtica, sembla indicar que es va rodar abans de la pel·lícula de Chomón de 1904 L'hereu de Ca'n Pruna que inclou escenes de multiplans i escombratge.

## Importància històrica
La pel·lícula posa en escena tres herois famosos de la resistència espanyola contra la invasió napoleònica:
María de la Consolación Azlor, Comtessa de Bureta, va crear i dirigir el Cuerpo de Amazonas [Cos d'Amazones], un cos especial femení que donava socors als ferits i subministrava aliments i municions als combatents. A més, va convertir el seu palau en un hospital, i va agafar les armes en moments de perill.
Jorge Ibor y Casamayor, conegut com a Tio Jorge (oncle Jordi) va tenir un paper important en la defensa de Saragossa. La ciutat va donar el seu nom a un parc l'any 1958.
Agustina Raimunda María Saragossa Doménech, coneguda com Agustina d'Aragó, va ser una activa defensora de la ciutat que s'ha fet famosa per una acció concreta: el 15 de juny de 1808, l'exèrcit francès va assaltar el Portillo, una antiga porta d'entrada a la ciutat. ciutat defensada per una bateria de vells canons i una unitat de voluntaris molt superada en nombre. L'Agustina, arribant a les muralles amb una cistella de pomes per alimentar els artillers, va veure com els defensors propers queien davant les baionetes franceses.
Les tropes espanyoles van trencar files, després d'haver patit grans baixes, i van abandonar els seus llocs. Amb les tropes franceses a pocs metres de distància, la mateixa Agustina va córrer cap endavant, va carregar un canó i va encendre la metxa, cosa que va fer a miques una onada d'atacants a boca de canó. Aquesta acció ha estat objecte d'una estàtua monumental aixecada a Saragossa i de diverses pintures, que han inspirat el disseny de l'escenografia de la pel·lícula.